# Tijana Malešević
Pour les articles homonymes, voir Malešević.
Tijana Malešević est une ancienne joueuse de volley-ball serbe née le 18 mars 1991 à Užice. Elle mesure 1,85 m et jouait au poste de réceptionneuse-attaquante. Elle a totalisé 94 sélections en équipe de Serbie. Elle a mis un terme à sa carrière de volleyeuse professionnelle en août 2020.

## Clubs
| Club                  | De        | À         |
| --------------------- | --------- | --------- |
| Jedinstvo Uzice       | 2005-2006 | 2009-2010 |
| VBC Voléro Zurich     | 2010-2011 | 2011-2012 |
| PTPS Piła             | 2012-2013 | 2012-2013 |
| VK AGEL Prostějov     | 2013-2014 | 2013-2014 |
| Sarıyer Belediyesi    | 2014-2015 | 2014-2015 |
| AGIL Volley           | 2015-2016 | 2015-2016 |
| Osasco Voleibol Clube | 2016-2017 | 2016-2017 |
| Seramiksan SK         | 2017-2018 | 2017-2018 |
| CS Volei Alba-Blaj    | mars 2018 | mai 2018  |
| Étoile Rouge Belgrade | 2019-2020 | 2019-2020 |
| Jakarta Popsivo       | jan 2020  | mai 2020  |

## Palmarès

### Équipe nationale
- Jeux olympiques
  -  2016 à Rio de Janeiro.
- Championnat du monde
  - Vainqueur : 2018.
- Championnat d'Europe
  - Vainqueur : 2011, 2017.
- Coupe du monde
  - Finaliste : 2015.
- Ligue européenne
  - Vainqueur : 2009, 2011.
- Championnat d'Europe des moins de 18 ans
  - Finaliste : 2007.

### Clubs
- Ligue des champions
  - Finaliste: 2018.
- Championnat de Suisse
  - Vainqueur: 2011, 2012.
- Coupe de Suisse
  - Vainqueur: 2011, 2012.
- Supercoupe de Suisse
  - Vainqueur : 2010, 2011.
- Championnat de République tchèque
  - Vainqueur : 2014.
- Coupe de République tchèque
  - Vainqueur: 2014.
- Supercoupe d'Italie
  - Finaliste : 2015.
- Championnat du Brésil
  - Finaliste : 2017.
- Supercoupe de Serbie
  - Finaliste : 2019.